# Penny Ford
Penny Ford (Cincinnati, 1964. június 11. –) amerikai énekesnő, multiinstrumentalista, dalszerző. Penny Ford Németországban él. Az 1980-as években vált híressé, amikor kiadta debütáló szólóalbumát, a Pennye-t.

## Pályafutása
Nemzetközi hírnevet szerzett a Snap! együttes énekesnőjeként. Az együttes 1990-ben adta ki debütáló albumát, a „World Power”-t, amely több mint hétmillió példányban kelt el világszerte, és a mai napig az egyik legsikeresebb albumuk lett. Az albumon olyan slágereket találunk, mint a „The Power”, az „Ooops Up”, a „Cult of Snap” és a „Mary Had a Little Boy”, amelyeket összesen több mint kilencmillió példányban adtak el. Amikor a Snap! szünetet tarott, jelent meg Ford második albuma, a „Penny Ford” (1993), amely világszerte szólóelőadóként tette ismertté, és amelyen a „Day dreaming” és az „I Lose Control” kislemezek is szerepeltek.
Ford tagja volt a Klymaxx és a Soul II Soul együtteseknek is. 2006-ban visszatért a Snap!-hez, és világszerte turnézni kezdett velük. 
Pályafutása során Ford több mint 16 millió lemezt adott el.

## Albumok
- 1984: Pennye (CD, Cassette, LP)
- 1993: Penny Ford (CD, Cassette, LP)

## Másokkal
| Dal                                          | Év   | Élőadó                                                     | Album                                     |
| -------------------------------------------- | ---- | ---------------------------------------------------------- | ----------------------------------------- |
| Silent Night                                 | 1984 | Penny Ford and Oliver Scott                                | A Total Experience Christmas              |
| Round and Round                              | 1991 | Chris Boardman, Ellis Hall & Penny Ford                    | Tu Do Bem (Everything's OK)               |
| Insane                                       | 1993 | Tashan & Penny Ford                                        | For The Sake Of Love                      |
| Only Your Love                               | 2006 | Bakithi Kumalo (featuring Penny Ford)                      | Transmigration                            |
| Let It Go                                    | 2007 | Chris Pati (featuring Bakithi Kumalo and Penny Ford)       | Music²                                    |
| "All the Girls Are Looking (The Desperados)" | 2015 | Bernadette Cooper (featuring Penny Ford and Regina Troupe) | Last Diva On Earth Episode 1: Planet Sexy |
| "When We Rise (Extended Version)"            | 2016 | DJ N'Joy (featuring Penny Ford)                            | The Album                                 |
| Nijoy Yourself                               | 2016 | DJ N'Joy (featuring Penny Ford)                            | The Album                                 |
| This Could Be the Night                      | 2016 | DJ N'Joy (featuring Penny Ford)                            | The Album                                 |

## Díjak
- 2022: Cincinnati Black Music Walk of Fame